# Museo para la Identidad Nacional
El Museo para la Identidad Nacional (MIN) es un museo de antropología en Tegucigalpa, Honduras, ubicado en el antiguo Palacio de los Ministerios construido en el siglo XIX. El museo fue fundado en el 2006 y se dedica a la adquisición, investigación, conservación y divulgación de material histórico de los humanos que han poblado Honduras desde la era prehispánica hasta la época contemporánea.
El MIN es uno de los museos más visitados de Tegucigalpa y es considerado uno de los mejores museos de Centroamérica. El museo es administrado por la Fundación Hondureña para la Identidad Nacional y su colección del museo abarca siglos de historia del país e incluye diversas piezas de arte, escultura y objetos arqueológicos. 
Uno de sus salas más populares es la sala de Copán Virtual, que narra la historia de los dioses mayas y sus reyes. Otro sala popular es la Sala de los Próceres Hondureños donde se pueden apreciar los bustos de los próceres hondureños.

## Historia

### Historia del inmueble

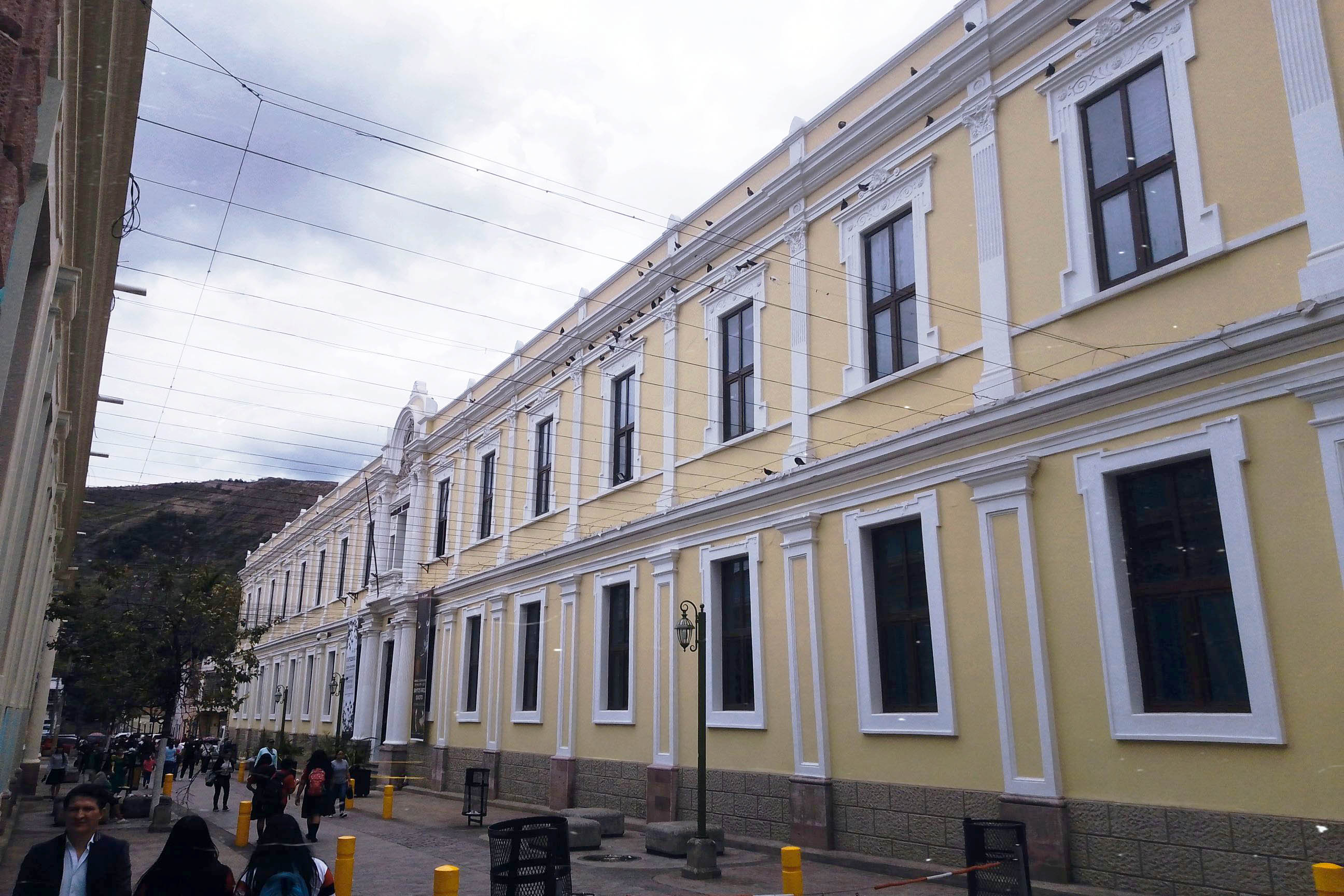
Vista al edifcio desde la calle.

El inmueble donde se ubica actualmente el museo data del año 1880 y fue conocido en el siglo XIX como el “Palacio de los Ministerios”. El inmueble fue mandado a construir por el presidente hondureño Marco Aurelio Soto, quien colocó la primera piedra del edificio.
Mediante el Decreto n.º 11 del 30 de octubre de 1880 (Gaceta oficial 15 de noviembre del mismo año) se efectuó el traslado definitivo de la capital, de la antañona y colonial ciudad de Comayagua a la ciudad de Tegucigalpa. El gobierno efectuó compras de terrenos para levantar inmuebles y ubicar oficinas estatales entre estos el que ocuparía el antiguo Hospital General. Es así como surge este edificio como el primer Hospital General de Tegucigalpa; siendo en mayo de 1926 trasladado al lugar conocido como “San Felipe”.
La construcción contaba con un solo nivel, que más tarde, en 1933, bajo la administración del doctor y general Tiburcio Carías Andino se le agregó un segundo nivel como está actualmente. Al concluirse la obra, muchas oficinas del gobierno fueron instaladas aquí, llegando a conocerse por corto tiempo con el nombre de “Palacio Nacional”, y posteriormente como el “Palacio de los Ministerios”
Según el Instituto Hondureño de Antropología e Historia el inmueble que alberga al museo se ubica en la categoría “M”, una clasificación relativa a monumentos de gran valor histórico, arquitectónico y paisajista.

### Historia del museo

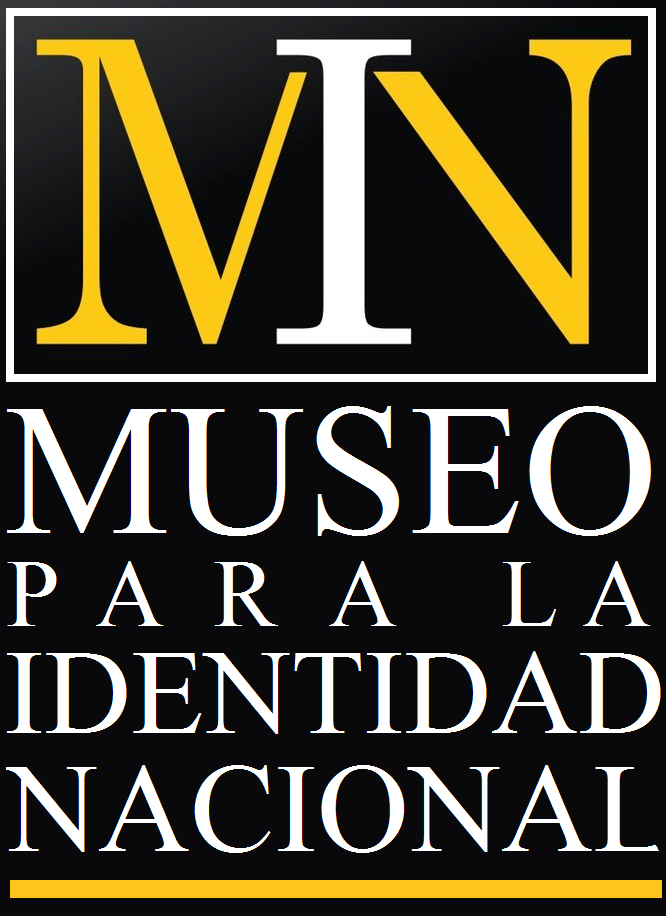
Tras ser naugurado en el 2006 fue el museo más grande en Tegucigalpa y uno de los más grandes a nivel nacional.

El Museo para la Identidad Nacional fue inaugurado en el 2006. Es una institución permanente y abierta al público, sin fines de lucro al servicio de la sociedad y su desarrollo. Entre sus funciones, el museo adquiere, conserva, investiga, comunica y exhibe con propósito de estudio, de educación y disfrute, la evidencia material e inmaterial de los pobladores que habitaron y habitan el territorio hondureño. Según el museo, su meta como institución es la de "fortalecer la memoria histórica y el sentido de identidad nacional".
En el 2019 el museo reinauguró su colección permanente implementando nuevas tecnologías digitales a sus exhibiciones.

## Colección

### Sala 1: «Surgimiento geológico de Honduras»
- Formación geológica de Honduras.
- Extensión territorial.
- Regiones naturales y características.
- Surgimiento de la vida vegetal y animal en el territorio.
- Proceso de descubrimiento y organización del territorio.

### Sala 2: «Una geografía complicada y difícil»
- Dificultad a través de la historia para articular el territorio nacional.
- Impresiones de primeros viajeros y cronistas que describieron el territorio.
- Búsqueda de una ruta transísmica.
- Primera aparición de Honduras en un mapa.
- Origen de la historicidad hondureña.
- Reformas liberales.

### Sala 3: «Formación histórica de una nación»
- Arte rupestre.
- Piezas de escultura maya.
- Llegada de los europeos.
- Cacique Lempira.
- Resistencia indígena.
- Ciudades coloniales.
- Primeras instituciones jurídicas y de gobierno en la República Federal de Centroamérica.
- Independencia.
- Reformas liberales promulgadas por Francisco Morazán.
- Las guerras intestinas.
- Modernización del Estado. VMSJ
- Importancia de las telecomunicaciones, el ferrocarril en la consolidación geográfica y política de Honduras.

### Sala 4: «Honduras eres tú»
- Migración proveniente de:

1. Mesoamérica (norte).
2. La Zona chibcha (sur).
3. El Mar Caribe (este).

- Diversidad cultural aportada por:

1. Inmigrantes palestinos.
2. Inmigrantes chinos.
3. Inmigrantes judíos.
4. Inmigrantes europeos.

- Poesías alusivas a Honduras y sus símbolos nacionales.
- Pueblos y rostros en la geografía hondureña y su entorno.

## Galería

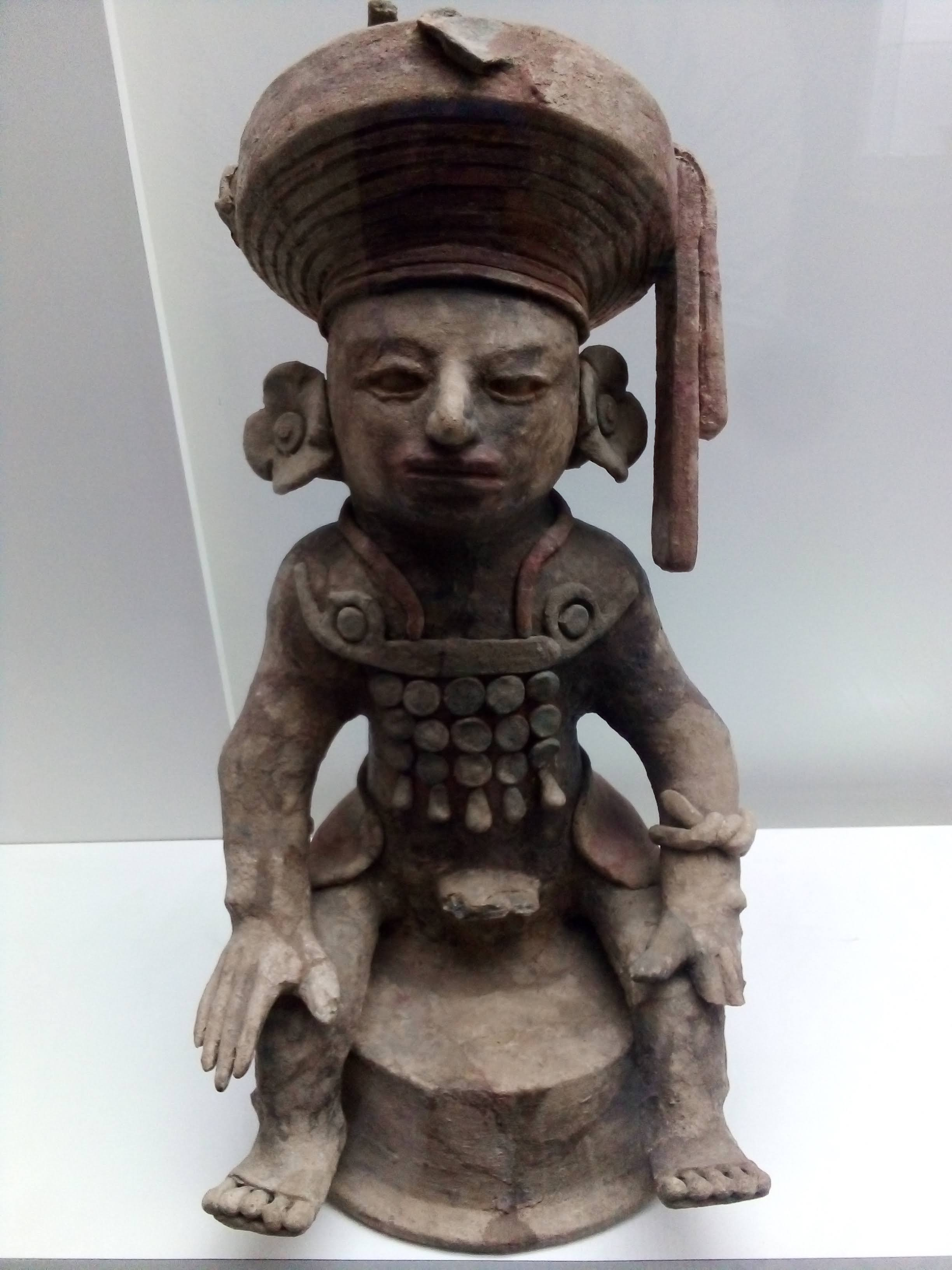
Incensario maya de la dinastía Yax Kuk Mo
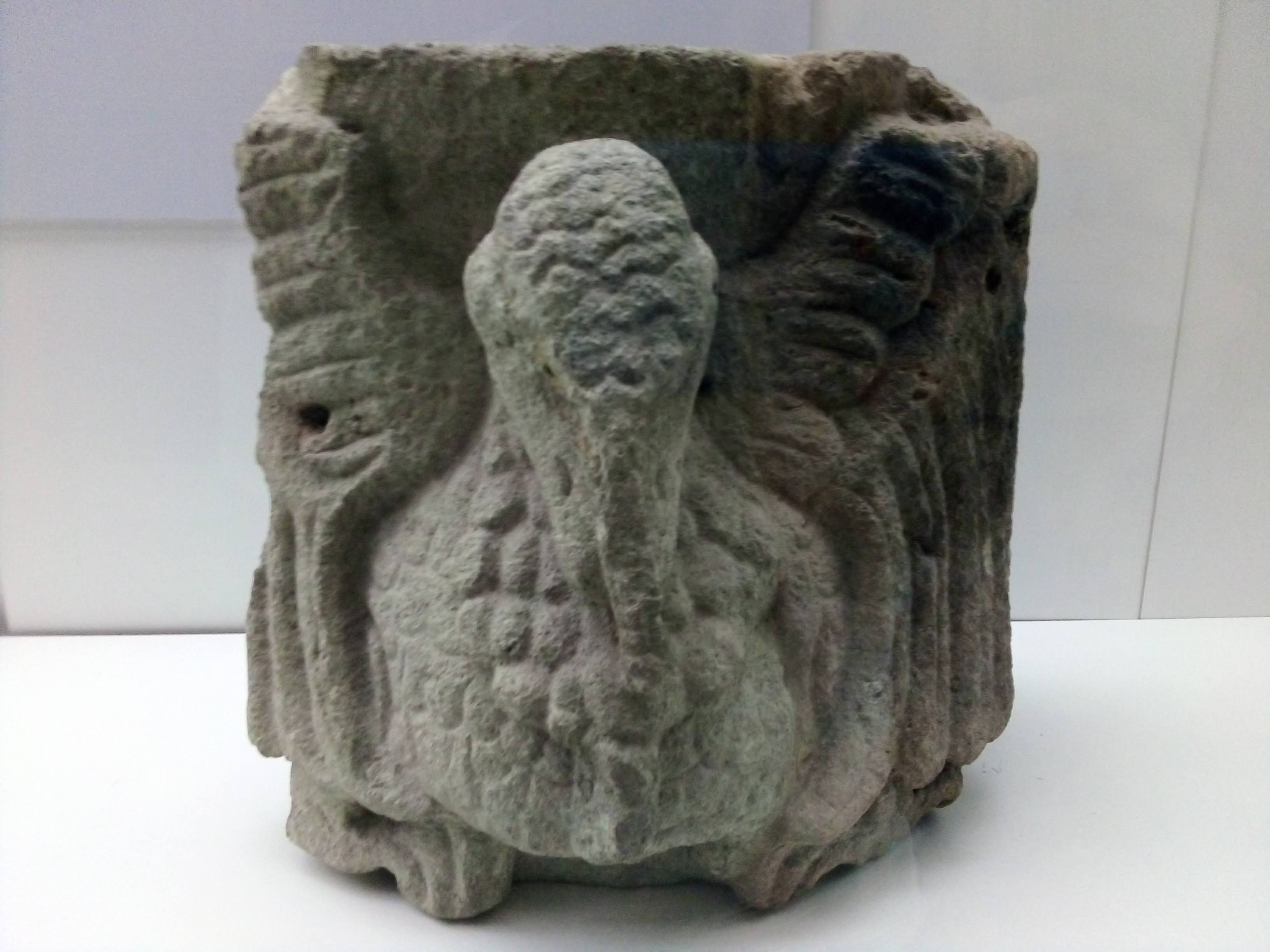
Representación de un Tecolote
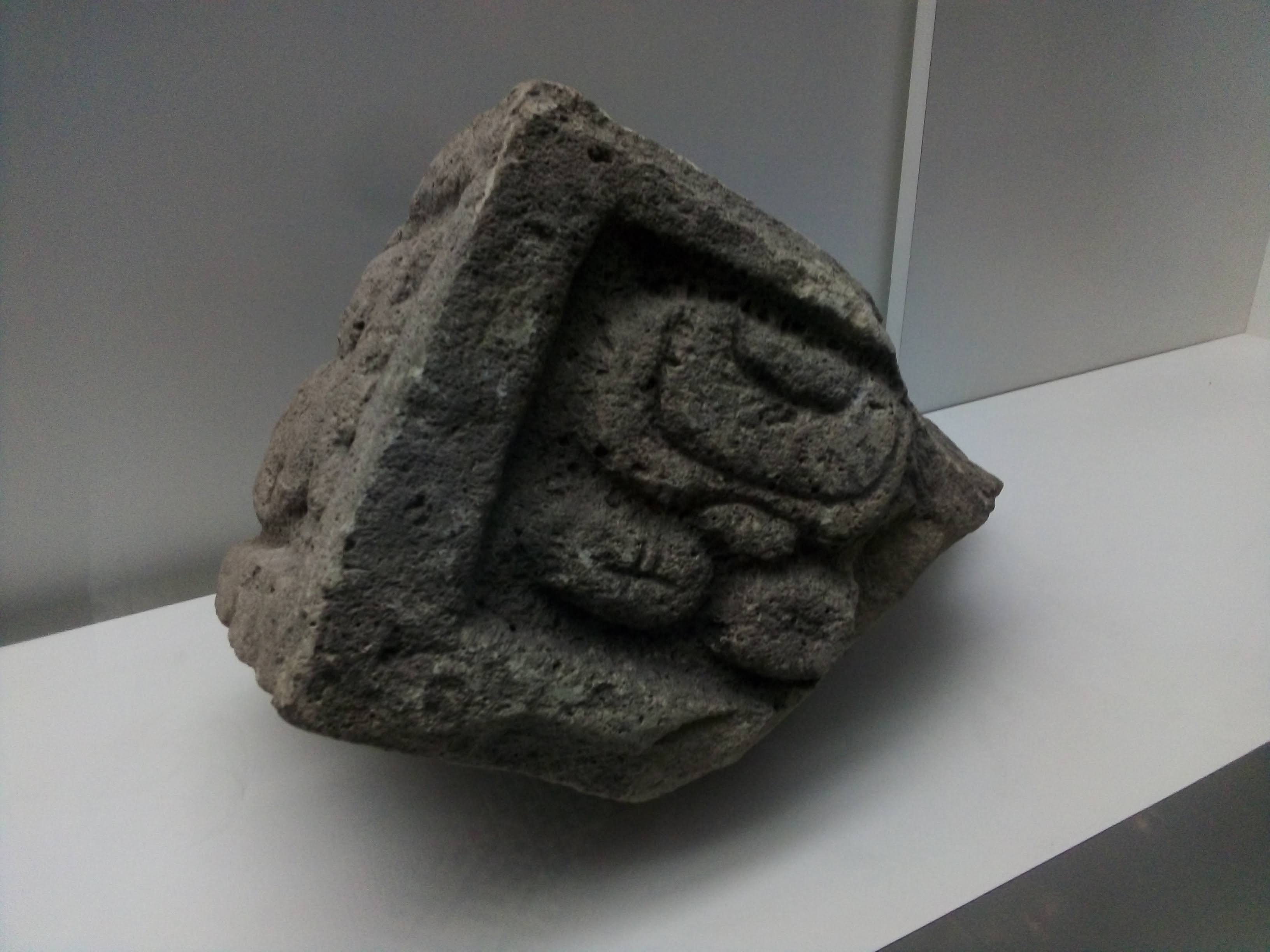
Pieza Maya Tallada
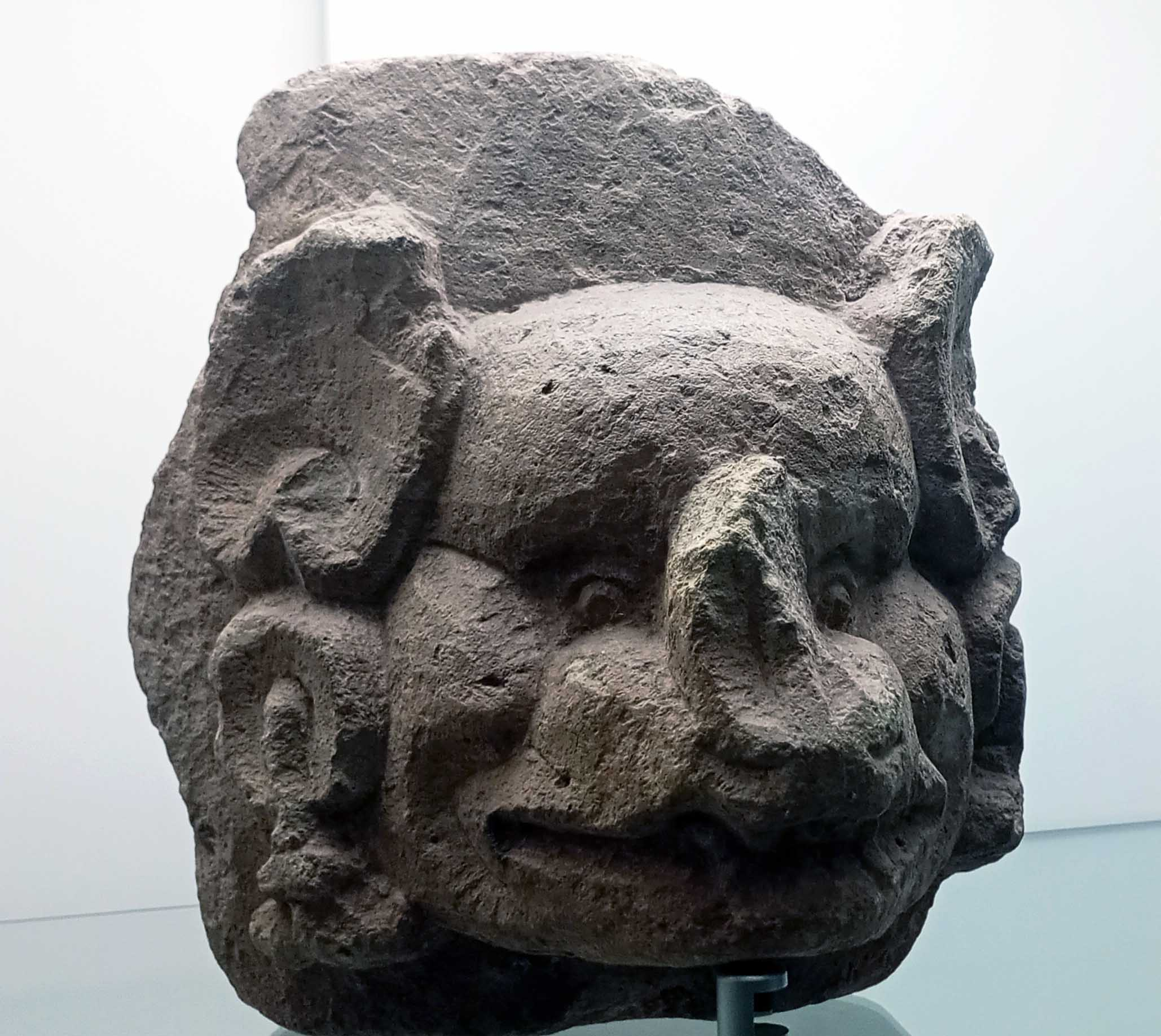
Cabeza de del dios murciélago Camazots
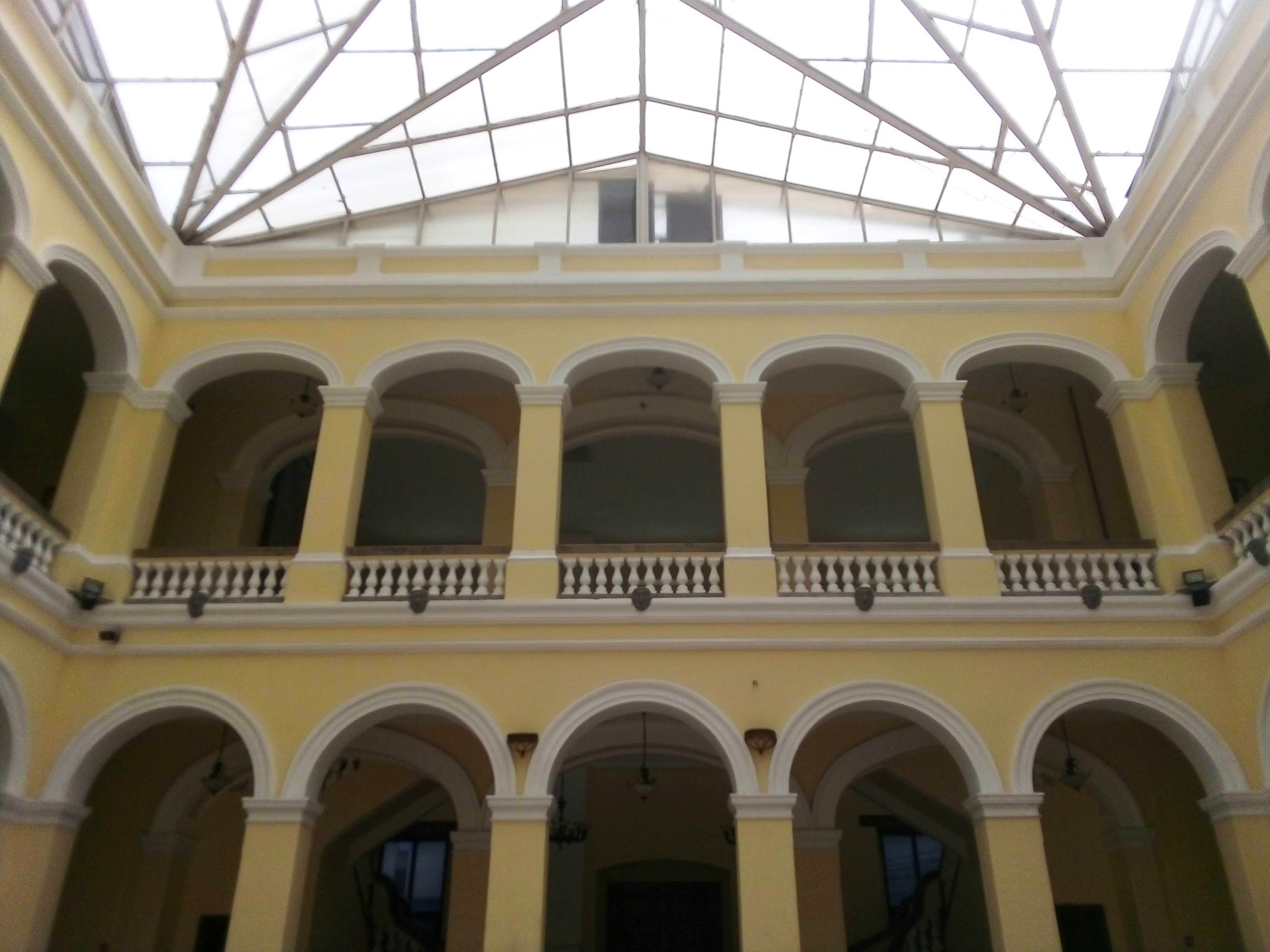
Interior del museo